# Jurko Otmarsztejn
Jurko Otmarsztejn, Jurko Otmarsztajn (ur. 28 września?/10 października 1890 w Tyraspolu, zm. 3 maja 1922 w Szczypiornie) – ukraiński oficer, pułkownik armii Ukraińskiej Republiki Ludowej.

## Życiorys
Pochodził z rodziny szwedzkiej osiadłej na Ukrainie po bitwie pod Połtawą. Ukończył Korpus Paziów w Petersburgu (1908) i Nikołajewską Akademię Sztabu Generalnego (1916). W czasie I wojny światowej dowódca pułku. Od 1918 w armii Ukraińskiej Republiki Ludowej. Za Hetmanatu dowódca pułku jazdy, szef sztabu grupy wojsk.
W listopadzie 1918 przeszedł na stronę Dyrektoriatu. Dowódca łubieńskiego pułku jazdy, naczelnik oddziału operacyjnego sztabu korpusu Strzelców Siczowych, attaché wojskowy Ukraińskiej Republiki Ludowej w Rumunii, szef sztabu dywizji (1919–1920), następnie w Sztabie Generalnym Armii URL z którą uczestniczył w wojnie polsko-bolszewickiej jako sojusznik Wojska Polskiego. W listopadzie 1921 szef sztabu armii URL w czasie drugiego pochodu zimowego.
Szef Ukraińskiego Towarzystwa Wojskowego w obozach internowanych żołnierzy armii URL w Polsce. Od przełomu 1920/1921 czynnie współorganizował Ukraińską Organizację Wojskową (UWO), później był szefem sztabu Komendy Naczelnej UWO. Koordynował działalność UWO na terytorium Ukrainy sowieckiej.
Został skrytobójczo zamordowany podczas odwiedzin obozu internowania w Szczypiornie, w nocy z 2 na 3 maja 1922. Sprawców mimo prowadzonego śledztwa, nigdy nie odnaleziono.